# Diocesi di Neapoli di Proconsolare
La diocesi di Neapoli di Proconsolare (in latino Dioecesis Neopolitana in Proconsulari) è una sede soppressa e sede titolare della Chiesa cattolica.

## Storia
Neapoli di Proconsolare, corrispondente alla città costiera di Nabeul nell'odierna Tunisia, è un'antica sede episcopale della provincia romana dell'Africa Proconsolare, suffraganea dell'arcidiocesi di Cartagine.
Sono sei i vescovi documentati di Neapoli di Proconsolare. Giunio prese parte al concilio di Cartagine convocato il 1º settembre 256 da san Cipriano per discutere della questione relativa alla validità del battesimo amministrato dagli eretici, e figura all'86º posto nelle Sententiae episcoporum. Alla conferenza di Cartagine del 411, che vide riuniti assieme i vescovi cattolici e donatisti dell'Africa romana, presero parte il cattolico Fortunaziano e il donatista Ampelio. Fortunaziano partecipò anche al concilio indetto a Cartagine da sant'Aurelio nel 419. Clementino intervenne al sinodo riunito a Cartagine dal re vandalo Unerico nel 484, in seguito al quale venne esiliato. Giovanni e Redento infine intervennero rispettivamente al concilio cartaginese del 525 e a quello antimonotelita del 646.
Dal 1933 Neapoli di Proconsolare è annoverata tra le sedi vescovili titolari della Chiesa cattolica; dal 27 giugno 2008 il vescovo titolare è Ludger Schepers, vescovo ausiliare di Essen.

## Cronotassi

### Vescovi
- Giunio † (menzionato nel 256)
- Fortunaziano † (prima del 411 - dopo il 419)
  - Ampelio † (menzionato nel 411) (vescovo donatista)
- Clementino † (menzionato nel 484)
- Giovanni † (menzionato nel 525)
- Redento † (menzionato nel 646)

### Vescovi titolari
- Charles-Marie-Paul Vignancour † (6 marzo 1966 - 10 ottobre 1969 succeduto arcivescovo di Bourges)
- Johannes Dyba † (25 agosto 1979 - 1º giugno 1983 nominato arcivescovo, titolo personale, di Fulda)
- John Patrick Foley † (5 aprile 1984 - 24 novembre 2007 nominato cardinale diacono di San Sebastiano al Palatino)
- Ludger Schepers, dal 27 giugno 2008